# Cistus creticus
Ciste de crète, Cistus x incanus
Espèce
Classification APG II (2003)
Le ciste de Crète (Cistus creticus) est un arbrisseau aux fleurs roses chiffonnées, haut de 0,5 à 1,5 m, caractéristique du maquis corse. Les autres cistes indigènes de Corse ont des fleurs blanches.
Il est appelé en corse mucchju rossu.
Il possède deux sous-espèces :
- subsp. corsicus (Loisel.) Greuter & Burdet, le ciste velu de Corse
- subsp. eriocephalus (Viv.) Greuter & Burdet, le ciste velu

Synonyme : C. villosus auct. cors.

## Description
Ses jeunes rameaux sont couverts d’une pilosité blanchâtre.
Les feuilles opposées ont des pétioles plus ou moins soudés entre eux. Le limbe réticulé-rugueux est hérissé de poils étoilés.
Les fleurs sont rassemblées dans des cymes ombelliformes de 1 à 8 fleurs. Les 5 pétales roses, chiffonnés, forment une corolle de 4-5 cm de diamètre. En Corse la floraison s’étale de mars à juillet.
Le fruit est une capsule velue, à 5 loges.
La sous-espèce eriocephalus (Viv.) Greuter & Burdet, le ciste velu, se caractérise par des rameaux, inflorescences et feuilles moins densément velus, des feuilles à marges moins ondulées que la sous-espèce corsicus (Loisel.) Greuter & Burdet.

## Aire de répartition
On trouve le ciste de Crète dans le maquis et sur les coteaux secs, dans la région méditerranéenne de l'Europe, de l'Asie et de l'Afrique.
En France, on le rencontre essentiellement en Corse où il est très commun dans les cistaies, maquis ouverts, lisières et forêts claires. On le rencontre aussi dans la garrigue en Provence et sur l’ensemble du bassin méditerranéen.

## Taxonomie
Le nom Cistus incanus a été utilisé pour la première fois par Carl Linnaeus en 1753 dans Species Plantarum
.
Une confusion existe entre ce nom et deux noms ultérieurs publiés par Linnaeus, Cistus creticus en 1762 et Cistus villosus en 1764. Il y a un accord général sur le fait que C. villosus, du moins tel qu'utilisé par les auteurs ultérieurs, n'est pas une espèce distincte. Deux traitements sont alors trouvés.
Dans le premier traitement, généralement plus ancien, C. incanus est accepté, avec C. villosus étant un synonyme. Dans ce cas, C. creticus est traité comme C. incanus subsp. creticus.
Selon Demoly (1996), le Cistus incanus de Linnaeus a été reconnu comme un hybride dès 1904. Le deuxième traitement (suivi ici) repose sur cette reconnaissance. C. creticus est accepté, avec C. villosus comme synonyme. C. × incanus est traité comme l'hybride C. albidus × C. crispus. Tel qu'utilisé par les auteurs précédents, mais pas par Linné, le nom " C. incanus " fait donc référence à Cistus creticus, en particulier C. creticus subsp. eriocephale. Deux sous-espèces autrefois reconnues de C. incanus sont considérées comme des sous-espèces de Cistus creticus :
- Cistus × incanus subsp. corsicus = C. creticus subsp. corsicus[10]
- Cistus × incanus subsp. creticus = C. creticus subsp. creticus